# أدب أرميني
يبدأ الأدب الأرميني (بالأرمنية: Հայ գրականություն) في السنة 400 بعد الميلاد مع اختراع الأبجدية من قبل ميسروب ماشدوتس.

## تاريخ

### الأدب المبكر
لم تنجُ سوى حفنة صغيرة من أغلب التراث الأدبي الأرميني القديم الذي يسبق مرحلة دخول أرمينيا في المسيحية في بدايات القرن الرابع وذلك بسبب قرون من الجهود المركزة للكنيسة الأرمينية لمحو التراث الوثني. يبدأ الأدب الأرميني المسيحي نحو عام 406 مع اختراع الأبجدية الأرمينية من قبل ميسروب من أجل ترجمة الكتب المقدسة إلى اللغة الأرمينية.
أنشأ إسحاق، أسقف الكاثوليك في أرمينيا، مدرسةً للمترجمين أرسلوا إلى الرها وأثينا والقسطنطينية والإسكندرية وأنطاكية وقيسرية في كابدوكيا وأماكن أخرى ليتحصلوا على المخطوطات المكتوبة بالسريانية والإغريقية ويترجموها. من السريانية، صُنعت أول نسخة من العهد الجديد ونسخة تاريخ يوسابيوس وكتابه عن حياة قسطنطين (إلا إن كانت من الإغريقية بالأصل) ومواعظ أفراهاط وأفعال غورياس وسامونا وأعمال أفرام السرياني (التي نُشرت بشكل جزئي في أربع مجلدات من قبل أتباع الكنيسة الميختارية في البندقية). في السنوات الأولى من القرن الخامس ألِفت بعض الأعمال المشكوك في صحتها والتي، مثل الخطابات المنسوبة للقديس غريغوري وتاريخ أرمينيا التي قيل إنها من تأليف أغاثانغيلوس، تؤكد أنها من أعمالهم وأعمال رجال مشهورين آخرين. أنتجت الفترة المبكرة من الأدب الأرميني مؤلفات أصلية أخرى. كتب إنزيك الكولبي كتاب بعنوان «تفنيد الطوائف» وكتب كوريون كتاب بعنوان «تاريخ حياة القديس ميسروب وبدايات الأدب الأرميني». أنهى أولئك الكتّاب، وكلاهما من تلاميذ ميسروب، المرحلة المعروفة باسم العصر الذهبي للأدب الأرميني.
كان العصر الذهبي للأدب الأرميني إلى حد بعيد تعليقًا وتفسيرًا على التراث الأدبي المسيحي والعبري وتاريخ الكنيسة الرسولية الأرمينية.

### العصر القروسطي
تُعرف أرمينيا بكونها بلدًا احتلته قوىً مجاورة، مثل الإمبراطورية الساسانية. تُحدد بداية العصر القروسطي بالغزو العربي لأرمينيا. بدأ الناس يتحدثون عن البطل العظيم الذي سيأتي لتحريرهم وإعادة تأسيس السيادة الأرمينية. يُعد ديفيد الساسوني المعادل الأرميني القروسطي لهرقل. لفترة تقارب الألف سنة، مُررت أسطورة ديفيد من الأجداد إلى الأحفاد نتيجةً للتراث الشفوي الأرميني، ومن الصعب تصنيف قصصه إن كانت قديمة أم قروسطية. في عام 1873، كتب المطران كاريكين سيرفانتزيانتس القصة للمرة الأولى، إذ نسخها كلمةً كلمة من راوي قصص فلاح من موش يُدعى غربو. كُتبت الإصدارات الأخرى من القصة في المناطق المختلفة في أرمينيا في السنوات التالية، وخلال الحقبة السوفييتة في أرمينيا جُمعت كل الإصدارات في إصدار موحد، وهو عبارة عن سرد يجمع عدة حلقات وأجزاء منفصلة وشبه كاملة من إصدارات القصة رغم اختلافها عن الأسطورة. يُعد الأداء الذي قدمه هوفانيس تومانيان أحد أشهر المعالجات للقصة عام 1902. تُغطي قصيدته قصة ديفيد والتي تُعتبر جزءًا من أربع أجزاء من القصة رغم أنها الجزء المركزي فيها.
سُميت الأجزاء الأربعة للقصة بأسماء أبطالها: سانسار وبالثازار ومير الأسد وديفيد الساسوني ومير الشاب. سانسار هو أبو مير الأسد وهو أبو ديفيد وهو أبو مير الشاب. تحل اللعنة على مير الشاب لذا لا يحظى بذرية وتكون قواه البشرية الخارقة كثيرةً على العالم ليتحملها، لذا ينعزل في كهف جبلي حيث ينتظر حتى نهاية العالم ليخرج ويعيد النظام فيه. (تماثل هذه القصة الأساطير الغربية للملك آرثر وباربروسا).
بعيدًا عن النكهة المسيحية للملحمة، هناك مخلوقات غريبة عديدة، خيّرة وشريرة، تؤثر على القصة.
تُعد الليدي دزوفينار إحدى أسلاف ديفيد الأسطوري، والتي وافقت على الزواج بملك بغداد التسعيني من أجل إنقاذ شعبها. كان سانسار وبالثازار ابنيهما. انتقل سانسار إلى ساسون وهي البلدة الحصن في أرمينيا وتقع الآن في تركيا. كان لسانسار ثلاثة أبناء، أكبرهم مير الساسوني العظيم والذي يمتلك قوى بشرية خارقة. ابن مير الحقيقي هو ديفيد الساسوني. ومع ذلك، كان له ابن آخر من الملكة العربية في مصر. يُعرف باسم ميسرا ميليك والذي يعني حرفيًا «ملك مصر». يُمثل هذا الملك الشخصية التي يحنق عليها الأرمينيون ويصفونها بالخائنة والمضطهد الأجنبي.
على مر السنين، تقاتل الأخوة غير الأشقاء، ونجح ديفيد بشق أعدائه نصفين.

### الأدب الديني

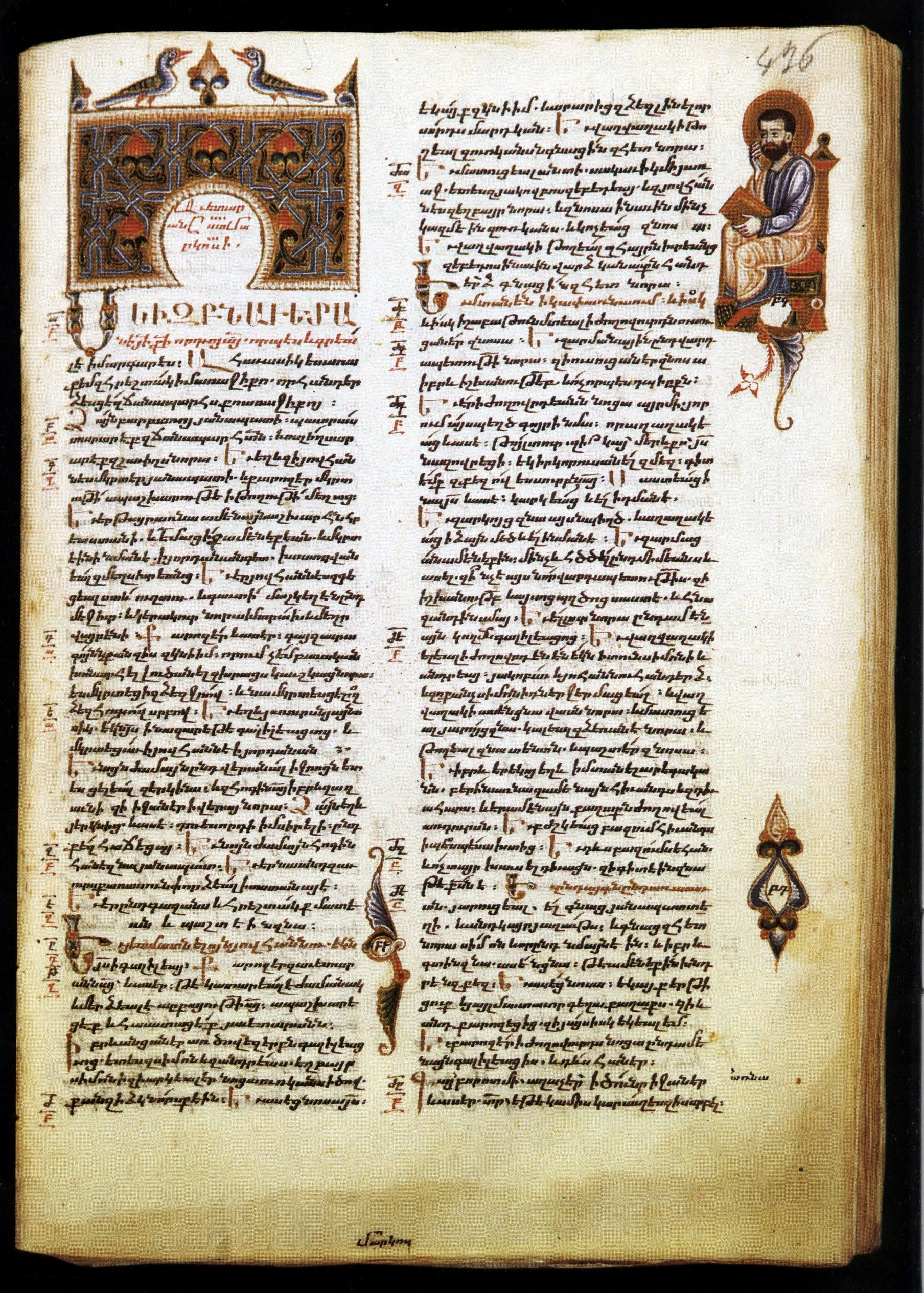
الصفحة الأولى من إنجيل مرقس بقلم سارغیس پیتساك، وهي مخطوطة أرمينية قروسطية

تفتتح الفترة القروسطية بعقم نسبي. كانت تلك الفترة مهمة إذ ظهر فيها جون أوتزنتزي الذي كُني بالفيلسوف. تُعد كتب «خطاب ضد البيلكانيونيين» و«الخطاب السينودالي» ومجموعة من مخطوطات مجالس الآباء الذين سبقوه، الأعمال الأساسية لما هو موجود له في الوقت الحالي. في ذات الوقت ظهرت ترجمات أعمال الآباء، لا سيما أعمال القديس غريغوريوس أسقف نيصص وكيرلس الأول، بقلم ستيفين أسقف سيونيك. بعد قرنين من الزمن ظهر كتاب «تاريخ أرمينيا» الذي احتفل به أسقف الكاثوليك جون الخامس المؤرخ، والذي يغطي تاريخ الأمة حتى عام 925. ألف آنّي الموكي، رئيس دير الرهبان وأكثر عالم لاهوت محتفل به في ذلك الوقت، أطروحة ضد التوندراكيانية وهي طائفة مشبعة بالمانوية. كُرم اسم شوسروف، أسقق أندزيفاتسينتس، بسبب تعليقاته المثيرة حل كتاب الصلوات اليومية والصلوات الشاملة. غيغوري ناريك، ابن شوسروف، هو البيندار الأرميني والذي خرج من قلمه مراثي وأناشيد ومدائح ومواعظ. لعل شتيفن أسوغتك، الذي يصل كتابه التاريخ العالمي إلى عام 1004 ميلادي وغريغوري ماغيستروس الذي تعرض قصيدته الطويلة حول العهد القديم والعهد الجديد تطبيقًا أكبر، هما آخر الكتاب الذين يستحقون الذكر في هذه الفترة.

### النهضة القيليقية
يمكن تأريخ الفترة الحديثة للأدب الأرمني من رسائل النهضة بين الأرمن في القرن الثاني عشر. يُعد نرسيس، أسقف الكاثوليك، المُكنى بالكريم، المؤلف الأكثر سطوعًا في بداية هذه الفترة. إلى جانب أعماله الشعرية، مثل «رثاء على أخذ إيديسا»، هناك أعمال نثرية تشمل «الرسالة الرعوية» و«الخطاب السينودسي» و «الرسائل». يعطينا هذا العصر أيضًا تعليقًا على القديس لوك وإحدى الرسائل الكاثوليكية. من الجدير بالذكر أيضًا، الخطاب السينودسي لنرسيس اللامبروني، رئيس أساقفة تارسوس، الذي ألقاه في مجلس هرومكلا في عام 1179، وهو مناهض في لهجته للمونوفيسيت (القائلة إن للمسيح طبيعة واحدة). شهد القرن الثالث عشر ولادة فارتان العظيم، الذي كانت مواهبه مواهب شاعر ومفسر وعالم لاهوت، وله كتاب «التاريخ العالمي» واسع النطاق في المجال الذي يغطيه. ألف غريغوري داتيف (الذي يُعرف أيضًا باسم تاتيف) في القرن التالي «كتاب الأسئلة»، وهو جدال مستعر ضد الكاثوليك. كان يوفان تيلكورانكي (1450-1535) شاعرًا دينيًا وغنائيًا كبير في أواخر العصور الوسطى.

### الحكم الأجنبي
وقعت أرمينيا في القرن السادس عشر بأيدي الفرس، وأجري تحقق للوقت الذي وضع على الأدب. رغم تشتت الأرمن في كل أنحاء أوروبا، كان للغزو الفارسي آثاره الجيدة. أسست محلات الطباعة الأرمنية في البندقية وروما، وفي القرن التالي (السابع عشر) في لامبرغ وميلانو وباريس وأماكن أخرى. أعيد نشر الأعمال القديمة وظهرت أعمال جديدة. كان أتباع الكنيسة الميختارية في البندقية قادة هذه الحركة؛ لكن منشوراتهم، رغم ضخامة عددها، لم تكن نقدية. كان إخوانهم، أتباع الكنيسة الميختارية في فيينا، نشطين في هذا المجال ويُعزى ذلك إلى انتماء بالاغي وكاترغيان إلى مجتمعهم، وهما كاتبان روسيان مشهوران كتبا حول المواضيع الأرمنية. تُعد روسيا والقسطنطينية إيتشمادزين المراكز الأخرى للجهود الأدبية الأرمنية وتُعد إيتشمادزين جديرةً بالملاحظة لكونها تشربت الطرق العلمية والذوق الألماني. إذا تطلعنا إلى مجال الأدب الأرمني، نلاحظ سمة من سمات الشخصية الوطنية موجودة في نزوع الأرمن نحو الغناء لأرضهم، في التاريخ والسجلات.